# Kształcenie ustawiczne
Kształcenie ustawiczne (również edukacja permanentna) – proces stałego odnawiania, rozwijania i doskonalenia kwalifikacji ogólnych i zawodowych jednostki trwający przez całe jej życie.
Jest to dotycząca osób dorosłych część uczenia się przez całe życie (ang. lifelong learning) rozumianego jako całość aktywności poznawczych podejmowanych w trakcie życia z myślą o pogłębianiu wiedzy, umiejętności lub kwalifikacji (z przyczyn osobistych, społecznych lub zawodowych).

## DefinicjaUNESCO
Według definicji UNESCO edukacja ustawiczna to kompleks procesów oświatowych, formalnych, nieformalnych i incydentalnych, które niezależnie od treści, poziomu i metod umożliwiają uzupełnianie wykształcenia w formach szkolnych i pozaszkolnych, dzięki czemu osoby dorosłe rozwijają swoje zdolności, wzbogacają wiedzę, udoskonalają kwalifikacje zawodowe lub zdobywają nowy zawód, zmieniają swoje postawy.
Obejmuje całokształt działalności oświatowej i wychowawczej wobec dorosłych. Edukacja ustawiczna to proces zmierzający do możliwie wszechstronnego rozwoju osobowości, kształtowania określonych uzdolnień, zainteresowań i ogólnej sprawności umysłowej. Jest charakterystycznym zjawiskiem współczesnej oświaty stymulującym zmianę kierunku myślenia o systemach oświatowych. Koncepcja edukacji ustawicznej, jako procesu dokonywania planowych zmian w całej osobowości człowieka, jest organicznym składnikiem całego systemu oświaty, który obok tradycyjnej „drabiny szkolnej” obejmuje instytucje realizujące różne formy upowszechniania i modernizacji wiedzy, podnoszenia kwalifikacji, doskonalenia profesjonalnego w dojrzałym życiu człowieka.

## Zadania stawiane systemowi oświaty wynikające z przyjęcia koncepcji edukacji ustawicznej
- doskonalenie kwalifikacji człowieka w toku jego życia
- przygotowywanie młodej generacji do edukacji ustawicznej
- zwiększenie roli wychowania pozaszkolnego poprzez poszerzenie oddziaływania wychowawczego instytucji społecznych, kulturalnych, politycznych, gospodarczych,
- doskonalenie struktury planowania oświatowego i sieci oświatowej

## Formy kształcenia ustawicznego
Kształcenie może odbywać się poprzez uczestnictwo w:
- zajęciach w centrach kształcenia ustawicznego, uniwersytetach trzeciego wieku itp.
- szkoleniach, kursach zawodowych lub hobbystycznych
- studiach podyplomowych
- wyjazdach studyjnych, konferencjach, seminariach

a także poprzez:
- oglądanie lub słuchanie audycji edukacyjnych
- czytanie czasopism edukacyjnych
- naukę za pomocą Internetu (na odległość).

Kształcenie ustawiczne może być sprawą indywidualnej jednostki (podnoszącej swoje kwalifikacje z własnej inicjatywy i na własny koszt) bądź też może być projektowane, organizowane i finansowane przez pracodawcę. W takim przypadku kształcenie ustawiczne pracowników jest elementem uczenia się organizacji.

## Rozwój kształcenia ustawicznego
Rozwój kształcenia ustawicznego w Europie jest jednym z celów Europejskiego Funduszu Społecznego. Dzięki funduszom strukturalnym realizowane są liczne projekty adresowane do:
- osób, które znajdują się w zbyt trudnej sytuacji, by samodzielnie finansować swoje kształcenie;
- przedsiębiorstw, które potrafią udowodnić, że doskonalenie ich własnych kadr przyniesie korzyści krajowej gospodarce;
- instytucji, które rozwijają ofertę kształcenia ustawicznego i promują w społeczeństwie postawę człowieka uczącego się przez całe życie.

W świecie akademickim za rozwijanie oferty kształcenia ustawicznego odpowiadają specjalnie wydzielone jednostki uczelni, na przykład lifelong learning centers, university extensions (Stany Zjednoczone), departments for continuing education (Europa). W Polsce rolę taką pełni, między innymi, Wszechnica Uniwersytetu Jagiellońskiego i Centrum Rozwoju Edukacji Niestacjonarnej SGH. Ciekawą formą edukacji są uniwersytety trzeciego wieku skupiające osoby starsze i organizujące im zajęcia w grupach tematycznych. Podobną rolę pełniły kiedyś uniwersytety ludowe, służąc edukacji społecznej szerokich rzesz.

## Role zawodowe
Zgodnie z definicją kształcenia ustawicznego Wszechnicy Uniwersytetu Jagiellońskiego na rynku usług kształcenia ustawicznego można wyodrębnić następujące role zawodowe:
- trener
- coach
- asesor kompetencji
- konsultant
- menedżer projektów szkoleniowych
- projektant procesów rozwojowych
- mentor kształcenia ustawicznego.

## Trzy wymiary edukacji ustawicznej według Roberta J. Kidda
- Kształcenie w pionie – obejmuje wszystkie kolejne szczeble szkolne od przedszkola przez szkołę do studiów wyższych i podyplomowych; zasady drożności i dostępności gwarantują realizację tego wymiaru, zapewnianego młodzieży i dorosłym niezależnie od wieku, zawodu miejsca zamieszkania lub innych czynników tradycyjnie utrudniających edukację.
- Kształcenie w poziomie – ma zapewnić poznawanie różnych dziedzin życia, nauki i kultury niezależnie od studiów pionowych; likwidacja sztucznych barier między różnymi dziedzinami życia i kultury umożliwia pełną realizację tego wymiaru poprzez własną aktywność człowieka i dzięki działalności pozaszkolnych instytucji oświatowych.
- Kształcenie w głąb ściśle związane z jakością edukacji i wyraża się w bogatej motywacji kształcenia, w umiejętnościach samokształceniowych, zainteresowaniach i zamiłowaniach intelektualnych, w stylu życia zgodnym z ideą ustawicznego kształcenia i kulturalnym wykorzystaniem czasu wolnego.

Koncepcja R. J. Kidda wzbogaca rozumienie edukacji ustawicznej dzięki akcentowaniu jakości działań oświatowych i wskazaniu bogatych potrzeb oraz możliwości oświaty pozaszkolnej i oświaty dorosłych.
Ma ona szczególną wartość dla dydaktyki dorosłych, ponieważ wyraźnie łączy trzy różne formy aktywności edukacyjnej: kształcenie szkolne, oświatę pozaszkolną i samokształcenie. Ukazuje potrzebę łącznego realizowania aktywności edukacyjnej w trzech wymiarach kształcenia: w pionie, w poziomie i w głąb, co oznacza edukację programową w szkole i uczelni wyższej wspieraną aktywnością samokształceniową i udziałem w formach pozaszkolnej oświaty dorosłych. Dydaktyka dla tych trzech możliwości powinna przedstawić propozycję możliwie skutecznego i nowoczesnego kształcenia.